# شبح‌وار
شبح‌وار (انگلیسی: Spectral) فیلم اکشن محصول سال ۲۰۱۶ ساخته کشور آمریکا می‌باشد.